# برونو غاسبار
برونو غاسبار (بالبرتغالية: Bruno Gaspar‏) (21 أبريل 1993 بيابرة في البرتغال - ) هو لاعب كرة قدم برتغالي في مركز الدفاع. شارك مع منتخب البرتغال تحت 16 سنة لكرة القدم. أما مع النوادي، فقد لعب مع فيتوريا دي غيماريش وفيورنتينا وVitória S.C. B ‏ وS.L. Benfica B ‏.

## روابط خارجية
- برونو غاسبار على موقع الاتحاد الأوربي (الإنجليزية)
- برونو غاسبار على موقع الدوري الأمريكي (الإنجليزية)
- برونو غاسبار على موقع قاعدة بيانات كرة القدم.إي يو (الإنجليزية)
- برونو غاسبار على موقع ناشيونال فوتبول تيمز (الإنجليزية)
- برونو غاسبار على موقع Soccerway.com (الإنجليزية)
- برونو غاسبار على موقع AS.com (الإسبانية)